# João Paulo
João Paulo (* 9. červenec 1964) je bývalý brazilský fotbalista.

## Reprezentace
João Paulo odehrál 17 reprezentačních utkání. S brazilskou reprezentací se zúčastnil Copa América 1987, 1991.

## Statistiky
| Brazílie | Brazílie | Brazílie |
| Roky     | Záp.     | Góly     |
| -------- | -------- | -------- |
| 1987     | 3        | 1        |
| 1988     | 1        | 0        |
| 1989     | 2        | 0        |
| 1990     | 0        | 0        |
| 1991     | 11       | 3        |
| Celkem   | 17       | 4        |